# Thomson, Georgia
Thomson är en stad (city) i McDuffie County, i delstaten Georgia, USA. Enligt United States Census Bureau har staden en folkmängd på 6 715 invånare (2011) och en landarea på 11,4 km². Thomson är huvudort i McDuffie County.